# Øster Sundby B32
 For alternative betydninger, se ØB. (Se også artikler, som begynder med ØB)
Øster Sundby Boldklub af 1932, Øster Sundby B32, B 32 eller ØB er en dansk fodboldklub, som er hjemmehørende i bydelen Øster Sundby i Aalborg. Fodboldklubben har faciliteter tæt ved den Nordjyske Motorvej E45 ved afkørsel 24.
Fodboldklubben havde i 2013 cirka 100 medlemmer fordelt på fire herreseniorhold. Tre af holdene er repræsenteret i DBU Jyllands turneringer, mens klubbens oldboyshold spiller i privatturneringen Nordjysk Fodboldliga.

## Historie

### De første år med fodbold i Øster Sundby
Klubben, som den fremstår i dag, blev stiftet 1. april 1932. Klubbens første formand var Vilhelm Madsen (formand 1932-1939), som havde sin første store opgave med at sætte sporten i system i byen. Man havde i forvejen været bekendt med fodbold i byen helt tilbage fra før første verdenskrig i 1914. Det fremgår af et billede fundet på Nørre Tranders Lokalhistorisk arkiv, at der har eksisteret i hvert fald én klub inden B 32, nemlig Boldklubben Enigheden Øster Sundby, som udelukkende er dokumenteret gennem billeder. Arnold Dahl, som også var blandt de første medlemmer i B 32, var blandt de spillerne på holdbilledet. 
Hvordan de sportslige forhold i Øster Sundby var inden stiftelsen af den nuværende boldklub, er uklare. Det ser dog ikke ud til, at de tidligere klubber var organiseret i en sådan grad, at de var tilmeldt turneringer under JBU eller DAI. 
Klubben startede op under meget trange økonomiske kår, hvilket gjorde den ellers meget beskedne, men selvfølgelig yderst krævende udgift til leje af en brugbar mark, til en stor udfordring. Træning og kamp skulle afvikles et ordentligt sted, men selv hvad der i dag er en økonomisk selvfølgelighed, var tæt på at slå bunden ud af klubkassen. 1930'erne var heller ikke den mest velhavende tid i Aalborgs historie, hvilket kunne mærkes i det omkringliggende samfund.
Efter det første årti begyndte klubben at tage form. Man kunne i 1942 rykke ind på et ordentligt stadion, og klubben blev meldt ind i JBU samme år. Man havde i den forgangne tid været medlem af DAI, som havde været en sund forening at starte op i. Inden indmeldelsen i JBU havde klubben allerede høstet anerkendelse med sejren i Aalborg Amtstidendes pokalturnering i 1933 efter sejre over flere stærke modstandere. I 1938 vandt klubben det nordjyske mesterskab under DAI, hvilket sikkert gav klubben troen på, at den var stærk nok til at spille med i JBU-regi. 

### ØB i JBU
Allerede to år efter debuten i JBU's B-række vandt ØB titlen som kredsvinder og skulle derpå spille om oprykning til A-rækken. Oprykningskampen stod imod AFC, som tabte 4-1 til det ØB, der bl.a. bestod af Einer og Børge Dahl, Valdemar Jensen, Søren Kristensen og Christian Nielsen, der var blandt de markante spillere gennem et årti.
Klubbens første år i JBU's A-række gik rigtig godt, eftersom ØB tog førstepladsen og titlen som kredsvinder. Også denne gang var man kvalificeret til at spille med om oprykning, denne gang til mellemrækken. Kampen stod imod Nibe BK, hvor ØB tabte. Nibe havde på dette tidspunkt blandt andet Jørn Sørensen, som senere blev landsholdsspiller som spiller for KB. Derudover havde de flere spillere, der senere kom til at spille for AaB's førstehold. Kampen endte 5-0 og blev spillet på neutral bane i Svenstrup. 
Klubben arbejdede videre mod at rykke op i mellemrækken. I sæsonen 1949-50, hvor holdet igen blev kredsvinder, fik det en ny chance for at spille sig op i mellemrækken gennem en kvalifikationskamp. Denne gang tog ØB imod et hold fra Vaarst, som blev vundet 3-0 og betød oprykning til mellemrækken, en stor bedrift for en lille landsbyklub.
ØB'erne var efter sigende helt suveræne på hjemmebane den sæson. Den gamle bane havde mindstemål, hvorfor man havde en naturlig fordel overfor modstanderne. Kampen havde, trods entrégebyr, og trods det, at den blev spillet på neutral bane i Storvorde, tiltrukket hele 400 tilskuere, som vel til dato er klubrekord.
I kredskampen skulle Øster Sundby B32 op imod Bindslev ved Hjørring, og for at sikre Øster Sundby B32's deltagelse i kampen, ville de honorere klubben med halvdelen af entréindtægterne. Dog forsøgte Bindslev at snyde ØB’erne, men heldigvis havde klubben en mand til at tælle op på tilskuerantallet, sådan at de fik deres velfortjente andel. Kampen endte med en 3-6 sejr til ØB efter 3-3 ved pausen. Anden kamp blev også vundet, men i tredje kamp, imod Nørresundby Boldklub, tabte ØB. Nørresundby var på dette tidspunkt kun få år gammel og var en realitet af fusionen mellem Thor og Velo. Klubben havde et stærkt hold, der hastigt var på vej frem i rækkerne, men besejrede Øster Sundby B32 med blot 2-1. 

Klubben første sæson i mellemrækken endte med en hæderlig fjerdeplads med 10 point, hvoraf de tre var hentet imod rækkens nummer et og to – Nibe og Aars. 
Øster Sundby B32 havde på daværende tidspunkt ingen ungdomsafdeling, hvilket man følte var en nødvendighed for i det lange løb at kunne klare sig i mellemrækken. Denne mangel blev dog på den tid opvejet af et både ungt og lovende hold. Landsbyen havde reelt ikke kapacitet til at understøtte ungdomshold i alle aldre, men gennem tiden lykkedes det for klubben at stable en ungdomsafdeling på benene. I starten af 1950'erne havde man et meget ungt andethold i B-rækken, som man med tiden håbede kunne spille sig op i A-rækken.

### Idrætsugerne
Foruden indmeldelsen i JBU spillede klubben også med i de lokale idrætsuger, som også var arrangerede fodboldturneringer. De vandt bl.a. en turnering i Skovdalen eller "Grusgraven", som stadionet blev kaldt dengang. Holdet slog ved denne lejlighed Gandrup 2-1 i finalen.

### Forkortelsen
Klubbens navn fulde navn er Øster Sundby Boldklub af 1932, men der har gennem tiden været nogle forviklinger. Selvom klubben blev etableret i 1932, blev de første klublove først vedtaget året efter på den første generalforsamling 21. juni 1933. Her fremgår det, at klubbens navn er B 1932, hvilket ikke helt stemmer overens med dagens forkortelse ØB. I de år fandtes også i Aalborg en Østerbro Boldklub, forkortet ØB, hvorfor Øster Sundby Boldklub af 1932 blev til B 32. Siden er ØB opløst

### Håndbold i ØB
Der er yderst sparsomme detaljer omkring håndboldafdelingen i klubben. Det eneste man ved, er at klubben havde et kvindeligt håndboldhold fra sidst i 1930'erne til sidst i 1940'erne. Der eksisterer et billede af B 32 fra 1940 taget i Klarup af en ukendt fotograf. 
Derudover er der information om en større dame- og pigeafdeling fra medlemsbøgerne 1946-48. I 1949 blev afdelingen tilsyneladende lukket ned, hvorpå de fleste spillere flyttede til HK Star i Vejgaard. Håndboldholdet opnåede enkelte sejre, hvilket er dokumenteret i klubbens pokalskab.

### Ansøgning om lysanlæg
I november 1974 ansøgte daværende formand Børge Dahl for første gang Aalborg Kommune om et lysanlæg. I sin forespørgsel til kommunen nævnte han, at klubben var tilfredse med "lidt lys ind over banen", sådan at man kunne træne i de mørke aftener i det tidlige forår og det sene efterår. Først i april 1978 skete der noget konkret i sagen, da Aalborg Kommune sendte et tilbud til klubben. Heri var givet tre løsningsmuligheder. Den billige var den, der blev valgt og fortsat fungerer på ØB Park i dag. De lidt dyrere løsninger bestod af gittermaster, som både var højere og med kraftigere belysning. Anlægget kostede dengang klubben 37.200 kr. ekskl. moms.

### Ungdomsafdelingen
ØB 32 satsede i flere år på ungdomsholdene. I 1940'erne havde man den vel nok største, hvor der var op til 40 ungdomsspillere i klubben. Senere blev afdelingen lukket ned og genstartet. Det var svært at bevare en afdeling bl.a. pga. Øster Sundbys størrelse, men også fordi klubben altid kun har haft en bane til rådighed. Da AaB i 1974 flyttede ud på Hornevej, blev det for alvor svært at trække unge til klubben. Derudover har Vejgaard BK også trukket en del unge fra Øster Sundby og Nørre Tranders.

### Under krigen
Anden verdenskrig var naturligvis en hård prøvelse for en næsten nystartet fodboldklub. Sammenholdet blev sat på prøve, men det viste sig mere end stærkt nok til at overkomme krigens hårde år. Tyskerne indtog kort efter deres ankomst til Aalborg, det gamle klubhus kaldet "træhuset", som de brugte som administrativ bygning i krigsårene.

## Klubbens bane

### Den gamle bane
Øster Sundby B32 er en landsbyklub. De første medlemmer kom typisk fra de store gårde i Øster Sundby. Det var disse gårde, der på skift lagde marker til fodboldspillet. Den sidste der gjorde det, var i øvrigt senere kendte AaB-back Frederik Bendtzen, der ejede gården Lykkeseje. I 1942 fik klubben sin egen bane ved Bakketoppen Narhøj. Her holdt klubben til i ca. 15 år, inden den nyopførte Nordjyske Motorvej skar en stump af arealet. Blot et år senere var klubben klar til at spille på den nuværende bane.

### Den nye bane
Klubbens nye bane ligger lige ud til Øster Uttrup Vej ved den gamle fodermesterbolig, der i dag fungerer som klubhus. Boligen blev overdraget af Aalborg Kommune og havde førhen tilhørt gården længere nede af vejen. Klubben fik samtidig af kommunen et tilskud på 3500 kr. fra tipsmidlerne til at renovere den gamle bolig samt opføre omklædningsfaciliteter. 
Det nye klubhus fik i 2006 endnu en renovering. Denne gang var det husets første etage, som er blevet lavet til taktikrum.

### Ansøgning om en ekstra bane
Det har gennem tiden været svært at fungere som klub med kun én bane. Da klubben var størst, var der over 100 medlemmer fordelt på tre seniorhold, et damehold og et oldboyshold. Klubben har gennem mange år forgæves ansøgt kommunen om at få anlagt en ekstra bane. 9. november 1981 kom et endeligt afslag på de mange ansøgninger. Aalborg Kommune skrev, at der ikke er regnet med en etablering af boldbaner i Øster Sundby, men henviste i stedet til de nærmeste "større klubber", Vejgaard og AaB. Klubben havde ellers gjort sit forarbejde ved at forhøre Aalborg Portland om et areal til en ny boldbane. Aalborg Portland og ØB fandt et brugbart areal, som cementfabrikken gerne ville diskutere et eventuelt salg med Aalborg Kommune om. 

## Udnævnelser og priser
| År   | Topscorer                            | Årets ØB'er                     | Årets kammerat        |
| ---- | ------------------------------------ | ------------------------------- | --------------------- |
| 1982 | —                                    | Viggo Pedersen                  | —                     |
| 1983 | —                                    | Gitte Larsen                    | —                     |
| 1984 | —                                    | Karl Nielsen                    | —                     |
| 1985 | —                                    | Per Thomsen                     | —                     |
| 1986 | —                                    | Ib Andersen                     | —                     |
| 1987 | —                                    | Johnny Christiansen             | —                     |
| 1988 | Per Lynge                            | Peter Tvorup                    | —                     |
| 1989 | Jan Lassen                           | Johnny Christiansen (2)         | —                     |
| 1990 | Per Lynge (2) og Lasse Mathiesen     | Børge Dahl                      | —                     |
| 1991 | Lasse Mathiesen (2) og Bjarne Larsen | Bjarne Hansen                   | —                     |
| 1992 | Jan Ildvand Christensen              | Jan Pedersen                    | —                     |
| 1993 | Peter Thomsen                        | Tommy Bloch                     | —                     |
| 1994 | Jan Ildvand Christensen (2)          | Kurt Nielsen                    | —                     |
| 1995 | Jan Ildvand Christensen (3)          | Jens Dahl                       | —                     |
| 1996 | Torben Nielsen                       | Henning Christiansen            | —                     |
| 1997 | Kurt Nielsen                         | Ikke tildelt                    | —                     |
| 1998 | Per PC Christiansen                  | Ikke tildelt                    | —                     |
| 1999 | Per PC Christiansen (2)              | Morten Gregersen                | —                     |
| 2000 | Michael Poulsen                      | Thomas Lang                     | —                     |
| 2001 | Jan Ildvand Christensen (4)          | Morten Gregersen (2)            | —                     |
| 2002 | Jon Kristensen                       | Jan Frost                       | —                     |
| 2003 | Mikkel Bud Jensen                    | Tommy Bloch (2)                 | —                     |
| 2004 | Erenek Stublla                       | Søren Vammen                    | —                     |
| 2005 | Mads Thomsen                         | Tatti Sørensen                  | —                     |
| 2006 | Mads Thomsen (2)                     | Kenny Jensen                    | —                     |
| 2007 | Mads Thomsen (3)                     | Jens Otto Broen Jensen          | Mogens Muggi Pedersen |
| 2008 | Thomas Rydborg                       | Jesper Mini Poulsen             | Mads Albrektsen       |
| 2009 | Thomas Rydborg (2)                   | Christian Osten Sørensen        | Martin Uttrup         |
| 2010 | —                                    | Peter Lynggaard Tidemann Larsen | Dennis Østergaard     |
| 2011 | —                                    | Jan Frost (2)                   | Henrik Hastrup        |
| 2012 | —                                    | René La Bomba Kiil              | —                     |

### Æresmedlemmer
Børge Dahl blev i forbindelse med klubbens 75 års jubilæum i 2007 udnævnt til klubbens første og hidtil eneste æresmedlem.